# Bang Bang (will.i.am)
Bang Bang è un singolo del rapper e produttore statunitense will.i.am, pubblicato nel 2013.

## Il brano
La canzone è inserita nella colonna sonora del film Il grande Gatsby e nel quarto album del cantante #willpower. Essa prevede la collaborazione come vocalist della cantante Shelby Spalione (KSM), anche se in alcune versioni canta Leah McFall.
I crediti di scrittura del brano includono, oltre a will.i.am, anche James P. Johnson, Cecil Mack e Sonny Bono. La canzone, infatti, contiene elementi incorporati tratti dalla composizione jazz Charleston di Johnson e Mack, datata 1923. Il testo contiene anche il verso "My baby shot me down", tratto dal brano Bang Bang (My Baby Shot Me Down), portato al successo da Cher nel 1966 e scritto da Sonny Bono.

## Tracce
- Download digitale

1. Bang Bang – 4:38

## Classifiche
| Classifica (2013) | Posizione massima |
| ----------------- | ----------------- |
| Regno Unito       | 3                 |